# Ойрих
Ойрих (Eurich, Eurich II; Evaric, Eurico; * ок. 440; † 28 декември 484) е значителен крал на вестготите и царува от 466 г. до 484 г. Женен е за Рагнахилд, кралска дъщеря от още неопределено племе.
Ойрих е най-младият син на крал Теодерих I. Неговите братя Торизмунд и Теодерих II са негови предшественици на трона. Той отстранява през 466 г. по-стария си брат Теодерих II и взема властта. Вестготите населяват от 418 г. Югозападна Галия и са формално съюзени със Западен Рим, (Държавата принадлежи официално към Империята).
През 468 г. Ойрих нарушава договора (Foedus) със Западен Рим и завоюва всички останали римски територии между Лоара и Пиренеите.
Той напада Хиспания, където има големи успехи между 472 и 473. Памплона и Сарагоса, както и средиземноморския бряг около Тарагона стават готски.
Ойрих е арианин и е най-могъщ германски княз на територията на Римската Империя.
Негов наследник е синът му Аларих II.